# 押山保明
押山 保明（おしやま やすあき、1903年9月1日 - 1988年10月13日）は、日本の映画監督、映画プロデューサー、そしてプロレスのプロモーターである。大正期の無声映画の監督として知られ、その後、プロデューサーからプロモーターに転じた。星野勘太郎の名付け親である。

## 来歴・人物
1903年（明治38年）9月1日、東京市小石川区（現在の文京区後楽）に生まれる。学生時代から、浅草公園六区の映画館「帝国館」の週刊ニュース「第一新聞」を編集していた。
1920年（大正9年）4月、小山内薫に憧れ、16歳で松竹キネマに入社する。同年、「帝国館」を経営する小林喜三郎が当時のスター活動弁士であった津田秀水に「映画協会」を設立させ、津田を主演俳優・映画監督としてデビューさせるが、その第1作『熱球』の字幕を押山が担当した。ここで押山は最初の「字幕」の仕事をし、そして同年中に製作された映画『山頂の碑』にて17歳にして映画監督デビューを果たす。
当時、「天然色活動写真」（天活）の社員であり映画理論家として知られる帰山教正の「映画芸術協会」が1919年（大正8年）に設立された。当時は無声映画の時代であったが、同社は、弁士なくスクリーンを観るだけでストーリーやセリフがわかるようにするため、「字幕」を採用し、しかも字幕スタッフ名をフィルムにクレジットするポリシーであった。押山は引き続き「映画芸術協会」の映画に出演し、監督もした。
1923年（大正12年）9月1日に関東大震災が発生。映画界で働きつつまだ学生の身でもあったが、この後に慶應義塾を中退した。
1924年（大正13年）、20歳のときに大阪に移り、日活関西支店の宣伝部に入社、映画字幕を担当する。1925年には『大地は微笑む』第一篇・第二篇では字幕に加えて衣裳も担当。1929年（昭和4年）10月3日結婚、その後5人の息子をもうけた。
京都のJ.O.スタヂオに移籍、1937年（昭和12年）には映画プロデューサーに転向、並木鏡太郎監督の『南国太平記』（原作直木三十五）を製作する。合併によって東宝映画所属になり、1943年（昭和18年）、滝沢英輔監督の『伊那の勘太郎』をプロデュース。これがのちの「星野勘太郎」のリングネームのもとになっている。その後東宝で、芸能部長、東宝芸術協会専務理事を歴任した。
吉本興業への移籍を経て、力道山全盛時代の日本プロレスに移籍すると宣伝部長に就任しプロレス興行を司るという異色の経歴となった。晩年は世田谷区太子堂に居住した。

## フィルモグラフィ
映画協会
- 熱球　1920年　字幕　監督・脚本・出演近藤伊与吉、共同監督・主演津田秀水
- 山頂の碑　1920年　監督・脚本　共同監督・主演津田秀水

映画芸術協会
- いくら強情でも　1920年　出演　監督・脚本・主演青山杉作、吾妻光、近藤伊与吉、関口存男
- 別れ行く女(運命の船)　1923年　監督　原作・脚本帰山教正、主演青山杉作、吾妻光、近藤伊与吉

日活京都第二部
- 塵境　1924年　字幕　監督溝口健二、原作小山内薫、主演鈴木伝明
- 桜 さくら　1924年　字幕　監督・脚本池田富保、主演山本嘉一
- 小さき者の楽園　1924年　字幕　監督・脚本鈴木謙作、原作三枝源次郎、主演葛木香一
- 信号　1924年　字幕　監督・脚本村田実、主演吉田豊作
- 七面鳥の行衛　1924年　字幕　監督溝口健二、主演北村純一
- さみだれ草紙(紅殻)　1924年　字幕　監督溝口健二、主演鈴木歌子
- 籠の鳥姉妹篇 恋慕小唄　1924年　字幕　監督鈴木謙作、原作村田実、脚本細山喜代松、主演水島亮太郎
- 男性の叫び　1924年　字幕　監督三枝源次郎、主演山本嘉一
- 歓楽の女　1924年　字幕　監督・原作溝口健二、主演山本嘉一
- 青春の歌　1924年　字幕　監督村田実、主演鈴木伝明
- 箕面心中(恋の笑蝶)　1924年　字幕　監督三枝源次郎、原作野村雅延、脚本若山治、主演佐藤円治
- 大地は微笑む 第一篇　1925年　字幕・衣裳　監督溝口健二、原作吉田百助、主演高木永二
- 大地は微笑む 第二篇　1925年　字幕・衣裳　監督若山治、原作吉田百助、主演高木永二
- 白百合は歎く　1925年　字幕　監督溝口健二、原作ジョン・ゴールズワージー、主演岡田嘉子
- 赫い夕陽に照されて　1925年　字幕　監督溝口健二・三枝源次郎、主演中野英治

J.Oスタジオ - 東宝スタジオ
- 南国太平記　1937年　プロデューサー　監督並木鏡太郎、主演大河内伝次郎　※J.Oスタジオ
- 梅里先生行状記 龍神剣　1942年　プロデューサー　監督滝沢英輔、主演大河内伝次郎　※東宝映画
- 伊那の勘太郎　1943年　プロデューサー　監督滝沢英輔、主演長谷川一夫　※東宝映画